# Leptothrix hardyi
Leptothrix hardyi es una especie de araña araneomorfa de la familia Linyphiidae. Es el único miembro del género monotípico Leptothrix.

## Distribución
Es un endemismo de la zona paleártica.